# 高惠通
刀人高氏（597年—626年5月11日），字惠通。渤海郡人。高成并孫女，隋朝密州高密縣县令高世达女，渤海名門士族出身。

## 生平
武德五年六月初五日（622年7月18日）高惠通被选入内秦王府，为秦王李世民的刀人。
武德九年四月初十日（626年5月11日）高氏因病在公馆內去世，年僅三十岁。同年四月十四日（626年5月15日）葬於长安县龙首乡。
现時有《太尉秦王刀人高墓志铭》出土，墓志长、宽为52厘米，共16行，242字。收录在《全唐文补遗》。